# Acodontaster capitatus
Acodontaster capitatus is een zeester uit de familie Odontasteridae.
De wetenschappelijke naam van de soort werd in 1912 gepubliceerd door René Koehler.